# Osebno ime (arabsko)
Arabska osebna imena so v preteklosti vsebovala niz imen in se po tem bistveno razlikovala od v Zahodnem svetu ustaljenega sistema rojstno (krstno) ime in družinsko ime (priimek). Arabski sistem poimenovanje je bil v rabi predvsem v Arabskem svetu in delu Levanta.

## Zgradba arabskega imena

### Ism
Ism (arabsko اس) je rojstno ime, na primer Karim ali Fatima. Večina arabskih rojstnih  imen ima nek pomen, ki je običajno povezan z želenim značajem osebe. V pogovornem jeziku so to pridevniki ali samostalniki, na primer:
- karīm - plemenit
- mahmud – hvalevreden

Razlika med osebnimi imeni in pridevniki je običajno razvidna iz konteksta. Arabski časniki se včasih skušajo izogniti nesporazumom z dajanjem imen v oklepaje ali narekovaje.
Zelo pogosto osebno ime je Mohamed (Muhammad), ki je v rabi v vsem islamskem svetu od Afrike do Vzhodne Azije. Če se za neko osebo bolj uporablja njegovo drugo ime, se ime Mohamed v mnogo primerih skrajša na Md., Mohd., Muhd.  ali enostavno M., na primer Md. Dinar Ibn Raihan, Mohd. Omair Tanvir ali Md. Osman. Takšno krajšanje je pogosto predvsem v  Indiji, Pakistanu, Maleziji in Indoneziji.

#### Muslimanska praksa
Muslimanska arabska rojstna imena so pogosto sestavljena iz  besede Abd za moške ali Amah za ženske, ki pomeni služabnik/služabnica, in božjega imena (Alah). Takšni imeni sta na primer Abdulah in Amatulah (Božji služabnik/služabnica).
Ker je v islamu kar 99 pridevnikov, ki se nanašajo izključno na Alaha, je v praksi možnih kar 99 moških in 99 ženskih z njim povezanih imen. 
Pomembno:
- Abd se nikoli ne uporablja pred nobenim prerokovim (Mohamedovim) imenom.
- Abd ni omejen izključno na muslimane v arabskem svetu. V Libanonu in Egiptu se pogosto uporablja tudi v krščanskih imenih, na primer Abdelmasih, ki pomeni Kristusov služabnik.

#### Arabska krščanska praksa
Imena večine Arabcev krščanske veroizpovedi se večinoma ne razlikujejo od muslimanskih. Izjema so tipično muslimanska imena, na primer Mohamed. Najpogostejša so naslednja imena:
- Arabske različice krščanskih imen, na primer svetnikov: Botros namesto Peter.
- Imena grškega, armenskega in asirsko/aramejskega izvora.
- Evropska imena, predvsem francoska in grška, v Maroku v manjšem obsegu tudi španska, na primer George Habash, Charles Helou, Camille Chamoun.
- Imena, povezana z Jezusom Kristusom, na primer  Abd Al Jesu/Amat Al Jesu (Jezusov suženj/sužnja) in Abd Al Masih/ Amat Al Masih (Mesijev suženj/sužnja) in izpeljanke iz imena Masih (Maziljeni), na primer Masuhun (Najbolj maziljen), Amsah (Bolj maziljen), Mamsuh (Maziljen) in Musajh (Mali Kristus). Koren M-S-H pomeni dobesedno maziliti in je v sorodu s hebrejskim Mesija.
- Ime Abd Al Ilah, ki pomeni Božji suženj in je enakovredno muslimanskemu Abdulah ali Abd Ar Rahman, uporabljajo tudi kristjani.

### Lakab
Lakab (arabsko لقب‎) je priimek ali nadimek in je namenjen opisu osebe. Ime abasidskega kalifa Haruna Al Rašida iz Tisoč in ene noči je sestavljeno iz rojstnega imena Harun, ki je arabska različica hebrejskega imen Aaron, in lakaba Al Rašid, ki pomeni  pravilno vodeni.
Lakab je bil zelo priljubljen v starih arabskih družbah pred kakšnimi tisoč leti, sedaj pa se uporablja samo če gre za dejanski priimek osebe ali družinsko ime.

### Nasab
Nasab (arabsko نسب‎) je patronimik ali niz patronimikov, ki opisuje poreklo imenovane osebe. Imena prednikov povezuje beseda Ibn (pogovorno Bin, arabsko ابن‎), ki pomeni sin, ali Bint (tudi Binte, arabsko بنت), ki pomeni hči.
Ime Ibn Kaldun (arabsko ابن خلدون‎) torej pomeni Kaldunov sin. Kaldun je lahko očetovo rojstno ime  ali ime kakšnega prednika.
Rojstnemu imenu lahko sledi cel niz nasabov, ki omogočajo sledenje prednikov imenovane osebe, kar je bilo zelo pomembno v plemensko urejenih družbah, v katerih so živeli Arabci. Izraza Bin in Bint se ne uporabljata več, razen če gre za uraden način poimenovanja v kakšni državi ali regiji. Množinska oblika izraza je Abna za moške in Banat za ženske. Plemensko ime Banu ali Bani je za oba spola enako.

### Nisba
Nisba (arabsko نسبة‎) je priimek oziroma vzdevek. Nisba je lahko kakšno vsakdanje ime, večinoma pa je ime plemena nosilčevih prednikov, mesta ali države ali kakšen drug pomemben izraz, ki spremlja družino skozi več generacij.
Lakab in nisba se uporabljata podobno, zato se v imenih redko pojavljata oba hkrati.

## Primer
محمد بن سعيد بن عبد العزيز الفلسطيني
Mohamed Ibn Said Ibn Abd Al Aziz Al Filestini
- ism: Mohamed (rojstno ime), ki pomeni hvaljen
- nasab: Said (očetovo ime), ki pomeni srečen
- nasab: Abd Al Aziz (ime starega očeta), ki pomeni služabnik vsemogočnega ali služabnik plemenitega
- nisba: Al Filestini, ki pomeni Palestinec

Oseba s tem imenom bi se vsakdanjem življenju klicala preprosto Mohamed. Njegovo ime bi se lahko povezovalo tudi z njegovim prvorojencem, na primer Abu Karim – Karimov oče. Ime bi se v znak spoštovanja lahko tudi podaljšalo do potrebnega ali želenega obsega.